# Sonates per a solista de Händel (Walsh)

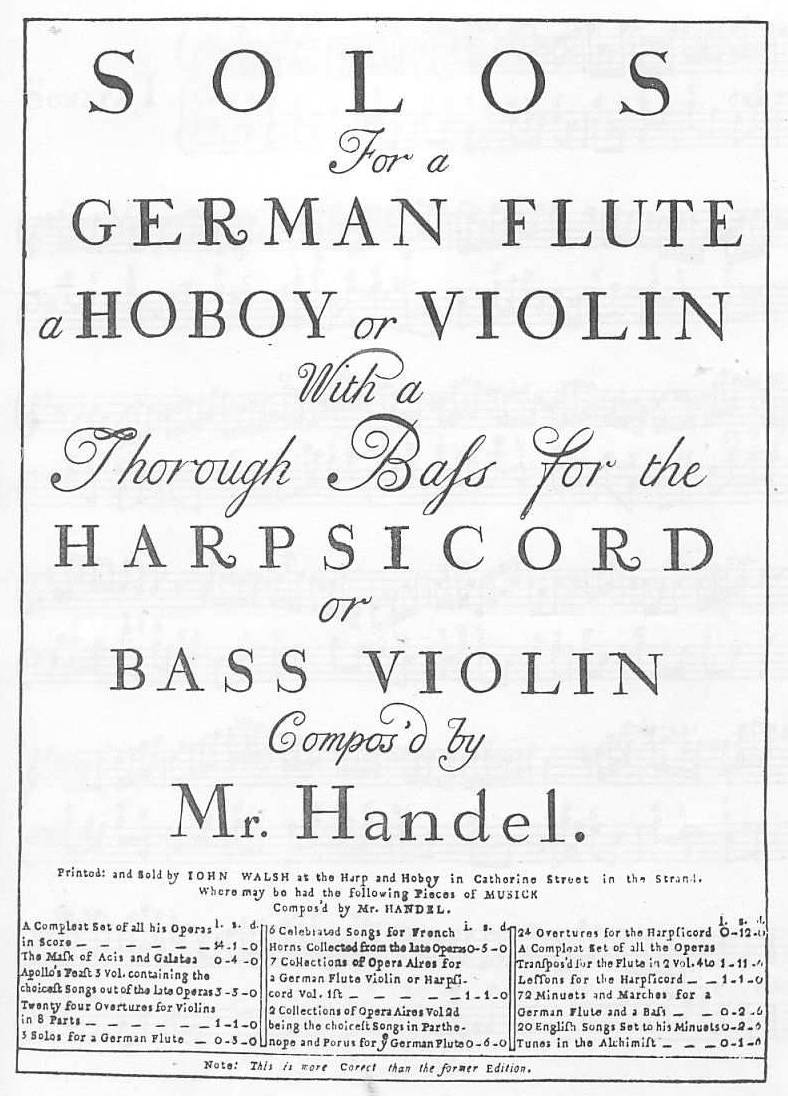
Portada de l'edició de 1732 de Walsh

Solos for a German Flute a Hoboy or Violin with a Thorough Bass for the Harpsichord or Bass Violin Compos'd by Mr. Handel és una publicació de John Walsh del 1732. Aquesta edició conté una sèrie de dotze sonates per a diversos instruments solistes, compostes per Georg Friedrich Händel. La publicació de 63 pàgines comprèn les sonates Opus 1 de Händel (tot i que tres sonates "Opus 1" extres foren afegides en una edició posterior de Chrysander).
L'edició del 1732 (que mostra en la part inferior de la pàgina del títol l'escrita "Nota: Aquesta és més correcte (sic) que l'edició anterior") fou reimprès principalment a partir de les taules d'una publicació anterior del 1730, titulada Sonates pour un Traversiere un Violon ou Hautbois Con Basso Continuo Composées par G. F. Handel, presumiblement impressa a Amsterdam per Jeanne Roger, però posteriorment es va demostrar que era una falsificació de Walsh (la data és molt posterior a la mort de Jeanne Roger el 1722). Més tard també hi va haver una tercera edició d'una data incerta, que porta la placa n. 407.
Cada sonata mostra la melodia i la línia dels baixos, amb l'esperança que un competent clavicembalista improvisaria les parts interiors omeses a partir del baix figurat. Segons els estàndards moderns, la música de la publicació té un aspecte primitiu, amb notes aplanades i distàncies, tiges i ritmes irregulars, etc.
Tot i el títol d'ambdues edicions, quatre de les sonates són per a un quart instrument: la flauta dolça.

## Taula de les sonates
El següent quadre enumera cadascuna de les sonates incloses en la publicació de Walsh del 1732, així com informació sobre l'instrument, la tonalitat i la sonata original de Händel.
| Sonata      | Instrument   | Tonalitat | Sonata de Händel |
| ----------- | ------------ | --------- | --- |
| Sonata I    | Flauta       | Mi menor  | Sonata per a flauta en mi menor (HWV 359b). Es tracta de la mateixa sonata que la de Sonata Ib de Chrysander.                                                                                     |
| Sonata II   | Flauta dolça | Sol menor | Sonata per a flauta dolça en sol menor (HWV 360). |
| Sonata III  | Violí        | La major  | Sonata per a violí en la major (HWV 361). |
| Sonata IV   | Flauta dolça | La menor  | Sonata per a flauta dolça en la menor (HWV 362). |
| Sonata V    | Flauta       | Sol major | Sonata per a flauta en sol major (HWV 363b). |
| Sonata VI   | Oboe         | Sol menor | Sonata per a violí en sol menor (HWV 364a). |
| Sonata VII  | Flauta dolça | Do major  | Sonata per a flauta dolça en do major (HWV 365). |
| Sonata VIII | Oboe         | Do menor  | Sonata per a oboè en do menor (HWV 366). |
| Sonata IX   | Flauta       | Si menor  | Sonata per a flauta en si menor (HWV 367b). Walsh va publicar el que avui es considera l'Opus 1 núm. 9 ter de Händel. L'Opus 1 núm. 9 bis és la Sonata per a flauta dolça en re menor (HWV 367a). |
| Sonata X    | Violí        | Sol menor | Sonata per a violí en sol menor (HWV 368). Probablement espúria. |
| Sonata XI   | Flauta dolça | Fa major  | Sonata per a flauta dolça en fa major (HWV 369) |
| Sonata XII  | Violí        | Fa major  | Sonata per a violí en fa major (HWV 370). Probablement espúria. |

El següent quadre enumera les sonates incloses en la publicació de Walsh del 1730. Les sonates I - IX i XI són com les de la publicació del 1732 (definides en la taula anterior).
| Sonata     | Instrument | Tonalitat | Sonata de Händel |
| ---------- | ---------- | --------- | --- |
| Sonata X   | Violí      | La major  | Sonata per a violí en la major (HWV 372). Probablement espúria. Designada com a Opus 1, núm. 14 en la darrera edició de Chrysander. |
| Sonata XII | Violí      | Mi major  | Sonata per a violí en mi major (HWV 373). Probablement espúria. Designada com a Opus 1, núm. 15 en la darrera edició de Chrysander. |